# Jonas Aas
Jonas Aas (28 settembre 1890 – 9 febbraio 1971) è stato un calciatore norvegese, di ruolo attaccante.

## Carriera

### Club
Aas vestì la maglia dell'Odd. Con questa squadra, vinse tre edizioni della Norgesmesterskapet: 1913, 1915 e 1919.

### Nazionale
Aas conta 3 presenze per la Norvegia. Esordì il 26 ottobre 1913, in occasione del pareggio per 1-1 contro la Svezia.

## Palmarès

### Club

#### Competizioni nazionali
- Coppa di Norvegia: 3

Odd: 1913, 1915, 1919